# 川村輝夫
川村 輝夫（かわむら てるお、1942年〈昭和17年〉- ）は、音楽評論家。元・KBS京都ディレクター、テレビ制作局長、ラジオ制作局長。

## 概要
関西フォークの黎明期の1960年代から1970年代、音楽番組を担当し高石ともや、ザ・フォーク・クルセイダーズらをバックアップしたことから映画『パッチギ!』で大友康平が演じる京都の放送局のディレクター役のモデルとされる。フォークソングはもちろん、カントリー・ミュージック、ブルーグラスやジャズ、クラシック、映画音楽、蓄音機などにも詳しい。

## 経歴
大阪府池田市生まれ、関西学院大学文学部美学科卒業。在学中グリークラブ指揮者として活躍する。3年連続日本一の後、招待演奏の指揮を務める。
1964年に京都放送入社後、ラジオ・テレビで人気番組を制作。1960年代から1970年代に各種の音楽番組を担当し、ザ・フォーク・クルセイダーズの「イムジン河」が1968年に発売中止になった後も、ラジオでかけ続けるなど関西フォークのシンガーたちの楽曲を積極的に放送して応援した。
1966年、自作の曲によってフォークコンテストに入賞した当時高校2年の豊田勇造が主人公としたラジオ・ドキュメンタリー番組を制作する。1967年4月、第15回民放大会賞ラジオ社会・教養部門最優秀賞を受賞。
2000年2月に退社し、同年4月に「ちこんきディレクターの音楽道」（文理閣）を出版する。
青山記念音楽館（バロックザール）青山音楽賞の選考委員など歴任し、手巻き蓄音機とSPレコードなどのコレクターとしても知られ、それらを紹介するレコード鑑賞会やコンサートの企画、司会などで活躍している。
2011年5月、Takeout Brothers/テイクアウト・ブラザース（永冨研二：ギターとヴォーカル　福田義春：ドブロ　川村輝夫：アコーディオン　テディ・小山：バンジョー　鍋田雅巳：ベース）のメンバーとして活動を始めた。

## 注
1. ↑  2005年1月25日 No.048「京都三条ラジオカフェメールマガジン」京都三条ラジオカフェサイト内
2. ↑  「朝日新聞」2009年10月18日社会面、加藤和彦の自殺を報じる記事。
3. ↑  「豊田勇造というフォークシンガーをご存じですか?」（「川村輝夫の音楽ウォッチング」2002年8月）

## 退職後の出演番組
- 2007年度NHK FM「サンデークラシックワイド」に出演。
- 京都放送ラジオ番組「ナッシュビル・ホット・ライン」で、月1回音楽評論家として出演。